# 24 Horas de Le Mans de 1939
As 24 Hours of Le Mans de 1939 foi o 16º grande prêmio automobilístico das 24 Horas de Le Mans, tendo acontecido nos dias 17 e 18 de junho 1939 em Le Mans, França no autódromo francês, Circuit de la Sarthe.

## História
A competição deixou de ser realizada no período da Segunda Guerra Mundial e recuperação econômica do pós-guerra na França.

## Resultados Finais
| Pos    | Class | Nº | Equipe                     | Pilotos                                     | Chassis                                      | Motor                        | Voltas |
| ------ | ----- | -- | -------------------------- | ------------------------------------------- | -------------------------------------------- | ---------------------------- | ------ |
| 1      | 8.0   | 1  | Jean-Pierre Wimille        | Jean-Pierre Wimille Pierre Veyron           | Bugatti Type 57C Tank                        | Bugatti 3.3L Supercharged I8 | 248    |
| 2      | 3.0   | 21 | Ecurie Walter Watney       | Louis Gérard Georges Monneret               | Delage D6-3L                                 | Delage 3.0L I6               | 245    |
| 3      | 5.0   | 5  | Lagonda Ltd.               | Arthur Dobson Charles Brackenbury           | Lagonda V12                                  | Lagonda 4.5L V12             | 239    |
| 4      | 5.0   | 6  | Lord Selsdon               | Lord Selsdon Lord William Waleran           | Lagonda V12                                  | Lagonda 4.5L V12             | 238    |
| 5      | 2.0   | 26 | BMW                        | Max zu Schaumburg-Lippe Frtiz Hans Wenscher | BMW 328 Touring Coupe                        | BMW 2.0L I6                  | 236    |
| 6      | 5.0   | 12 | Louis Villeneuve           | Louis Villeneuve René Biolay                | Delahaye 135CS                               | Delahaye 3.6L I6             | 235    |
| 7      | 2.0   | 27 | BMW                        | Ralph Röese Paul Heinemann                  | BMW 328                                      | BMW 2.0L I4                  | 230    |
| 8      | 5.0   | 20 | Count Heyden               | R.R.C. Rob Walker Ian Connell               | Delahaye 135CS                               | Delahaye 3.6L I6             | 224    |
| 9      | 2.0   | 28 | BMW                        | Willi Breim Rudolf Scholtz                  | BMW 328                                      | BMW 2.0L I4                  | 220    |
| 10     | 1.1   | 39 | Gordini                    | Amédée Gordini José Scaron                  | Simca Huit                                   | Fiat 1.1L I4                 | 213    |
| 11     | 5.0   | 14 | Joseph Chotard             | Joseph Chotard Jacques Seylair              | Delahaye 135CS                               | Delahaye 3.6L I6             | 202    |
| 12     | 2.0   | 29 | Robert Peverell Hichens    | Robert P. Hichens Mortimer Morris-Goodall   | Aston Martin Speed Model                     | Aston Martin 2.0L I4         | 199    |
| 13     | 1.1   | 41 | Gordini                    | Guy Lapchin Charles Plantivaux              | Simca Huit                                   | Fiat 1.1L I4                 | 195    |
| 14     | 1.5   | 32 | Ecurie Lapin Blanc         | Peter Clark Marcus Chambers                 | HRG 1500                                     | Singer 1.5L I4               | 192    |
| 15     | 1.1   | 37 | Mrs. Majorie Fawcett       | Geoffrey White C.M. Anthony                 | Morgan 4/4                                   | Coventry Climax 1.1L I4      | 184    |
| 16     | 1.5   | 34 | Just-Emile Vernet          | Just-Emile Vernet Carl de Bodard            | Riley Sprite TT Pourtout                     | Riley 1.5L I4                | 180    |
| 17     | 1.1   | 38 | Victor Camerano            | Victor Camerano Henri Louveau               | Simca Huit                                   | Fiat 1.1L I4                 | 163    |
| 18     | 1.1   | 45 | Arthur W. Jones            | Arthur W. Jones Gordon Wilkins              | Singer Le Mans Replica                       | Singer 1.0L I4               | 154    |
| 19     | 750   | 48 | Gordini                    | Adrien Alin Albert Alin                     | Simca Cinq                                   | Fiat 0.6L I4                 | 148    |
| 20     | 750   | 49 | Gordini                    | Maurice Aimé Albert Leduc                   | Simca Cinq                                   | Fiat 0.6L I4                 | 147    |
| 21 DNF | 3.0   | 25 | Raymond Sommer             | Raymond Sommer Prince Bira                  | Alfa Romeo 6C 2500SS                         | Alfa Romeo 2.4L I6           | 173    |
| 22 DNF | 5.0   | 18 | Ecuria Francia             | Marcel Contet Robert Brunet                 | Delahaye 135CS                               | Delahaye 3.6L I6             | 171    |
| 23 DNF | 1.5   | 31 | Victor Polledry            | Victor Polledry R. Robert                   | Aston Martin 1½ Ulster                       | Aston Martin 1.5L I4         | 155    |
| 24 DNF | 5.0   | 3  | Luigi Chinetti             | Luigi Chinetti Donald Mathieson             | Talbot T26                                   | Talbot 4.5L I6               | 154    |
| 25 DNF | 3.0   | 22 | Ecurie Walter Watney       | Armand Hug Roger Loyer                      | Delage D6-3L                                 | Delage 3.0L I6               | 152    |
| 26 DNF | 5.0   | 15 | Robert Mazaud              | Robert Mazaud Marcel Mongin                 | Delahaye 135CS                               | Delahaye 3.6L I6             | 115    |
| 27 DNF | 1.1   | 44 | Archie Scott               | Archie Scott Tommy Wisdom                   | Singer Nine Le Mans Replica                  | Singer 1.0L I4               | 105    |
| 28 DNF | 5.0   | 9  | Luigi Chinetti             | René Le Begue Pierre Levegh                 | Talbot-Lago SS                               | Talbot 4.0L I6               | 102    |
| 29 DNF | 5.0   | 19 | Ecurie Francia             | Eugène Chaboud Yves Giraud-Cabantous        | Delahaye 135CS                               | Delahaye 3.6L I6             | 99     |
| 30 DNF | 5.0   | 8  | T.A.S.O. Mathieson         | Philippe de Massa Norbert Jean Mahé         | Talbot 150SS Figoni                          | Talbot 4.0L I6               | 88     |
| 31 DNF | 5.0   | 7  | Luigi Chinetti             | André Morel Jim Bradley                     | Talbot T26                                   | Talbot 4.5L I6               | 88     |
| 32 DNF | 5.0   | 10 | Jean Trémoulet             | Jean Trémoulet Raoul Forestier              | Talbot-Lago SS                               | Talbot 4.0L i6               | 68     |
| 33 DNF | 1.1   | 36 | Michael Collier            | Mike Collier Lewis Welch                    | MG PA Midget                                 | MG 0.8L I4                   | 63     |
| 34 DNF | 5.0   | 16 | Ecurie Francia             | Joseph Paul Jean Trévoux                    | Delahaye 135CS                               | Delahaye 3.6L I6             | 62     |
| 35 DNF | 5.0   | 11 | André Bellecroix           | André Bellecroix Gaston Serraud             | Delahaye 135CS                               | Delahaye 3.6L I6             | 50     |
| 36 DNF | 1.1   | 43 | Just-Emile Vernet          | Robert Cayeux Gaston Tramar                 | Simca Huit                                   | Fiat 1.1L I4                 | 50     |
| 37 DNF | 5.0   | 4  | Luigi Chinetti             | Pierre-Louis Dreyfus Antoine Schumann       | Talbot T26                                   | Talbot 4.5L I6               | 45     |
| 38 DNF | 1.1   | 47 | Claude Bonneau             | Claude Bonneau Max Mathieu                  | MG PB Midget                                 | MG 1.0L I4                   | 40     |
| 39 DNF | 1.1   | 40 | Gordini                    | Jean Breillet Albert Debille                | Simca Huit                                   | Fiat 1.1L I4                 | 29     |
| 40 DNF | 1.1   | 42 | Mme Anne-Cecile Rose-Itier | Anne-Cecile Rose-Itier Suzanne Largeot      | Simca Huit                                   | Fiat 1.1L I4                 | 26     |
| 41 DNF | 1.5   | 30 | Adler                      | Otto Löhr Paul von Guilleaume               | Adler Trumpf                                 | Adler 1.5L I4                | 6      |
| 42 DNF | 1.1   | 46 | Jacques Savoye             | Jacques Savoye Pierre Savoye                | Singer Nine Le Mans Replica "Savoye Special" | Singer 1.0L I4               | 4      |

Legenda :DNQ = Não largou - DNF = Abandono - NC = Não classificado - DSQ= Desqualificado